# Ajn asz-Szams
Ajn asz-Szams (arab. عين الشمس) – miejscowość w Syrii, w muhafazie Hama. W 2004 roku liczyła 2327 mieszkańców.